# 亞視娛樂一週
《亞視娛樂一週》（ATV Entertainment Weekly）是亞洲電視所製作的一個資訊娛樂節目，由2007年1月13日至10月6日逢星期六晚上11:00於本港台播岀，每集長約十五分鐘，並於下一個星期一中午12時重播。其節目內容主要介紹亞洲電視旗下藝員的最新動向及電視剧集、節目未來一週的預告。節目的主持人是珈潁。
本節目曾於8月11日至9月22日共暫停播放了7個星期。

## 參看
- 亞洲電視節目列表